# 丹麥的克莉絲汀
丹麥的克莉絲汀（丹麥語：Christine af Danmark，1521年11月—1590年12月10日），丹麥國王克里斯蒂安二世的女兒，先後成為米蘭公爵夫人、洛林公爵夫人。

## 家庭
1534年，克莉絲汀與米蘭公爵法蘭西斯科二世結婚，兩人沒有子女。法蘭西斯科於隔年去世。
1541年，克莉絲汀與洛林公爵安托萬的長子、日後的法蘭索瓦一世結婚，兩人共有1子2女：
1. 查理（1543年—1608年）
2. 芮內（1544年—1602年）
3. 桃樂絲（英语：Dorothea of Lorraine）（1545年—1621年）